# Bataille de l'Ouergha
Guerre du Rif
Batailles
La bataille de l'Ouergha est un affrontement armé qui a lieu entre le 13 avril et 20 juillet 1925 entre la République confédérée des tribus du Rif et le Protectorat français au Maroc. Les troupes rifaines sont dirigées par Abd el-Krim, tandis que les troupes coloniales françaises sont commandées par le maréchal Hubert Lyautey. Abd el-Krim commence par rallier les tribus loyales au sultan puis attaque les postes isolés français. Malgré ses moyens, notamment aériens, l'armée française ne parvient pas à stopper les attaques et abandonne la région. Contrairement aux troupes espagnoles lors de la bataille d'Anoual, la retraite se fait en bonne ordre.

## Contexte

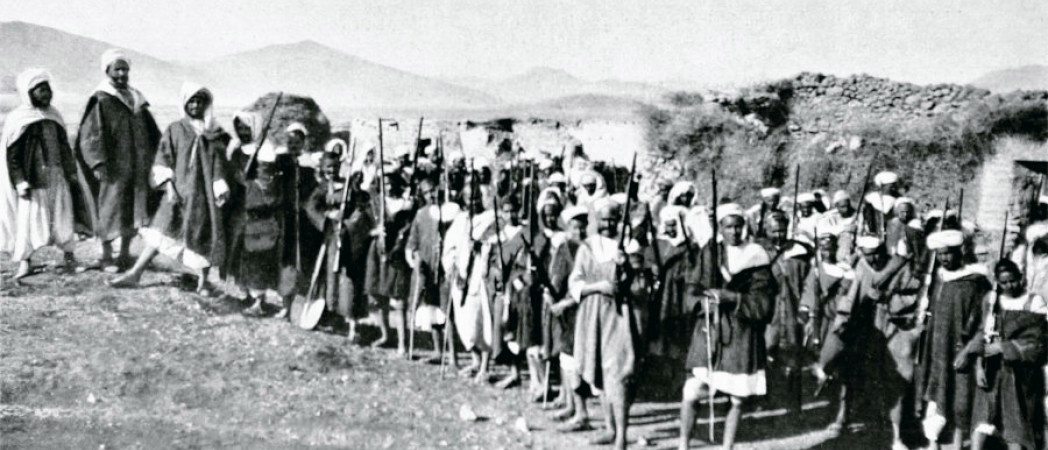
Combattants rifains en 1922.

Le traité de Fès de 1912 a officialisé les protectorats français et espagnol et concédé le Rif à l'Espagne, mais dans les faits la région demeure à l'écart de l'occupation étrangère. Début 1921, le général Manuel Fernández Silvestre engage les hostilités, mais à l’été 1921 la bataille d'Anoual se solde par une défaite complète des troupes espagnoles face à celles  d'Abd el-Krim, qui se rendit maître de tout un stock d’armes et de munitions. La victoire des troupes rifaines à Mont Arouit vint compléter la défaite espagnole.
En mai 1924, les troupes françaises s'installent au nord de l'Ouergha, à la frontière du protectorat espagnol et cherchent à garder les tribus locales loyales envers le sultan. Ce déploiement agressif amène à de petites actions de combat à partir de juin 1924. Dès décembre 1924, Lyautey demande des renforts d'Algérie, qui n'arrivent pas,.

## Déroulement

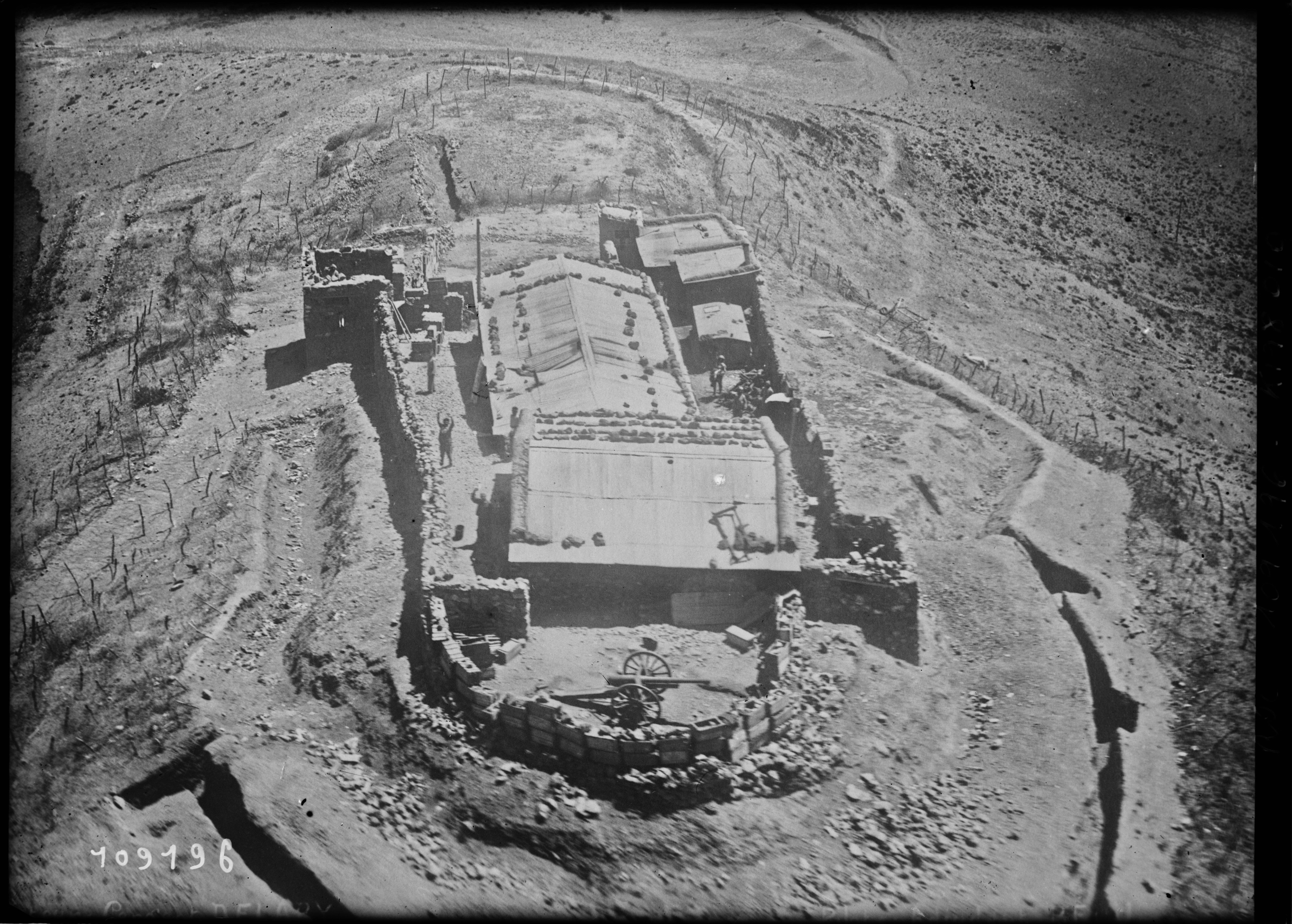
Fort français dans l'Ouergha, en mai 1926

Le 13 avril 1925, environ 8000 hommes sous le commandement d'Abd el-Krim attaquent la ligne de défense de l'Ouergha et coupent les communications entre le protectorat marocain et Algérie. Beni Zeruel dont le territoire est beaucoup moins abrupte qu'Anoual est attaqué en premier.  L'armée française du maréchal Lyautey compte initialement 20 000 soldats avec leur équipement complet et un armement modernes. Mais la frontière n'est défendue que par une vingtaine de bataillons, répartis dans une soixantaine de petits postes tenus par des tirailleurs algériens ou sénégalais. Au déclenchement de l'offensive d'Abd el-Krim, les Français ne disposent que de quatre bataillons mobiles alors que les Rifains disposent d'environ 20 000 combattants, plus ou moins irréguliers et donc non disponibles en même temps.

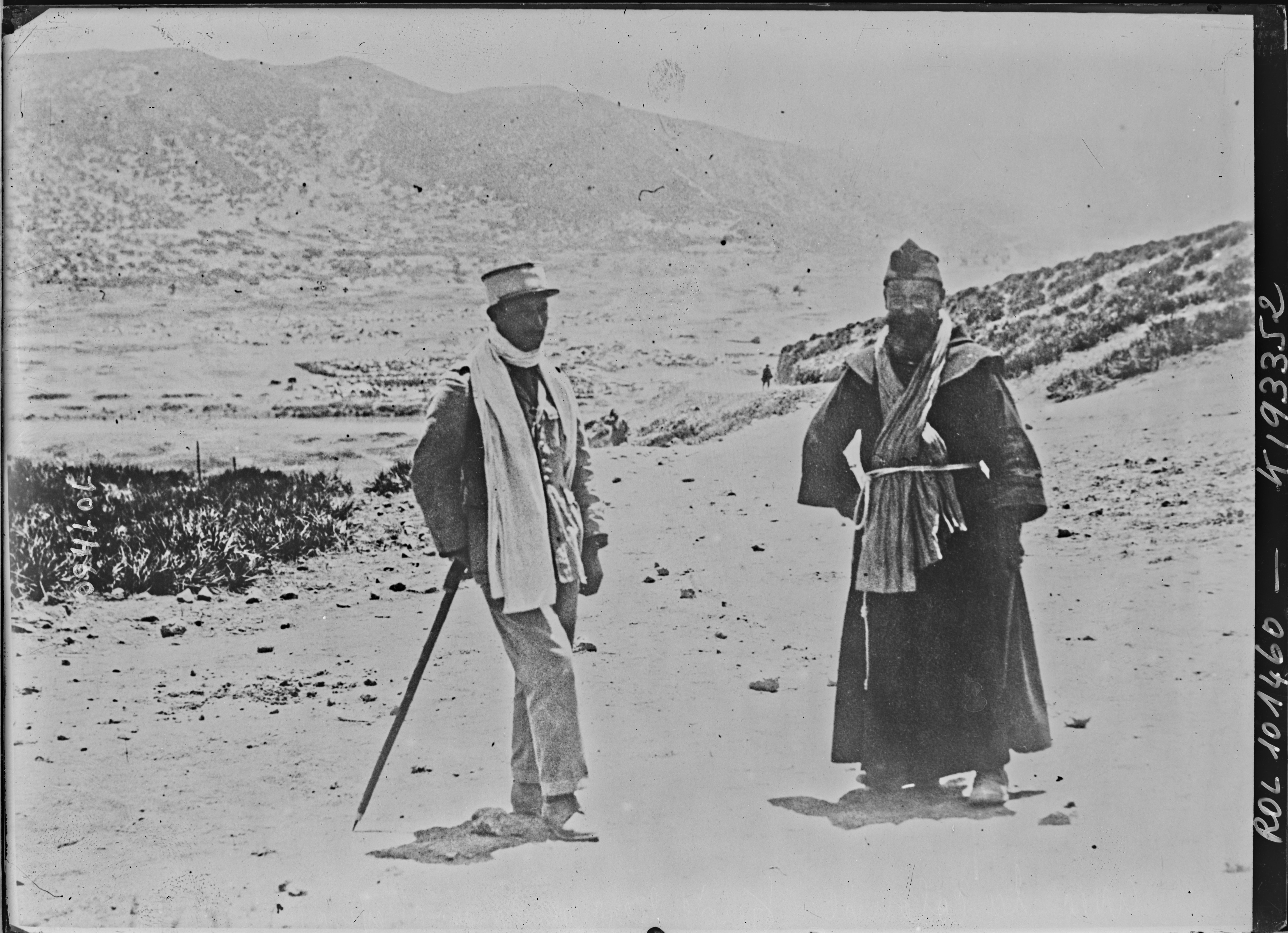
Deux officiers de la colonne Freydenberg, une des colonnes mobiles françaises, en juin 1925 pendant les combats.

Les colonnes mobiles françaises, soutenues par 120 avions (18 escadrilles), remportent quelques succès tactiques mais n'empêchent pas les Rifains d'annihiler les différents postes. Chaque opération de dégagement se fait au prix de lourdes pertes françaises tandis que les Rifains s'infiltrent auprès des postes non renforcés,,,. Les troupes d'Abd el-Krim se révèlent tactiquement supérieures aux Français, utilisant les spécificités du terrain de moyenne montagne pour mener une guérilla très efficace. Les Français sont également surpris par l'équipement moderne des Rifains. Les communiqués n'hésitent pas à parler de 100 000 guerriers équipés comme une armée européenne, alors que plus gros rassemblement rifain ne dépasse pas 5 000 combattants selon les estimations des renseignements militaires français.
La ligne de défense construite par le maréchal Lyautey est débordée au mois de juin et les Rifains viennent menacer les villes de Taza et Fès, contraignant les Français à évacuer la population civile du premier au second pour éviter un massacre. Le 20 juillet, les pertes françaises sont d'environ 2 000 morts ou disparus et environ 3 710 blessés, soit 20% du total des forces françaises déployées dans la région. En deux mois et demi, 48 postes français sont supprimés sur les 66 dans la région. Les Rifains saisissent 51 canons, 35 mortiers, 5 000 fusils, plus de 200 mitrailleuses, 7 000 000 de cartouches, 60 000 grenades à main, 10 000 grenades de mortier, 16 000 obus de canon et détruisent tout le matériel en l'aérodrome d'Ain Meduina.

## Conséquences
À la fin de l'été, les Français reconnaissent l'échec de leurs tactiques et se replient au sud de l'Ouergha. Ils évitent cependant tout anéantissement de leurs grandes unités.
Face à l'échec de sa stratégie, le général Lyautey doit laisser le commandement des opérations au général Pétain, qui mène la contre-attaque franco-espagnole face à Abd el-Krim. Le dispositif français est renforcé, à la fois par de l'armement lourd (chars et avions) et des troupes supplétives marocaines, comme les goumiers.